# Amie Kouamé
Pour les articles homonymes, voir Edith Yah Brou.
Amie Ouattara Kouamé, née le 8 octobre 1984 à Treichville, Abidjan en Côte d’Ivoire, est une cheffe d’entreprise ivoirienne. Elle est la fondatrice d'Ayana Webzine, renommé AYANA en 2020, média destiné aux femmes.

## Biographie

### Études et carrière
Après son baccalauréat obtenu au Lycée Sainte-Marie de Cocody, Amie Kouamé est acceptée à l’Institut Polytechnique Félix-Houphouët Boigny de Yamoussoukro. Amie Kouamé  obtient quatre ans plus tard un master en Marketing et communication à ESTAM Casablanca au Maroc.
Amie Kouamé rentre en Côte d’Ivoire et commence sa vie professionnelle comme assistante de production à la télévision, avant d'être recrutée par Espace Image Régie, qui deviendra un peu plus tard la régie du groupe publicitaire panafricain Voodoo. Pendant quatre ans, elle y occupe successivement le poste de cheffe de projet puis responsable projet et web.
En mai 2015, Amie Kouamé quite Voodoo et devient la première « digital manager » de la chaîne A+. Elle en démissionne en 2017 pour se consacrer à plein temps à Ayana Webzine.

### Entrepreneuriat
En 2011, avec Edith Brou, Amie Kouamé lance le webzine féminin Ayana Webzine. Pendant six ans, elle le gère en sus de ses activités professionnelles. 
En 2019, Amie Kouamé lance également Alloco Piment, une marque de condiments.

#### Superwoman by AYANA
Initié en 2012, l'évènement vise à donner la parole aux femmes, dans l'idée de mettre en lumière leurs accomplissements et inspirer d’autres engagements féminins. Superwoman by Ayana prend ensuite de l'ampleur et devient une marque à part entière. D'abord situé à Abidjan, l’évènement devient en 2022 itinérant, « Superwoman Tour ».
Amie Kouamé a également publié Mon Cahier de Grossesse. 

## Distinctions
En 2016, Amie Kouamé fait partie des 35 personnalités jeunes innovatrices de l’espace francophone. Elle remporte le deuxième prix dans la catégorie blog et média lors de la cérémonie des Prix 35 de la francophonie.
En 2019, elle reçoit le Prix Spécial NTIC et le Prix Spécial Entrepreneuriat aux  Agenda (AWA) à Conakry, Guinée.
En 2021, Amie Kouamé est nommée ambassadrice de l’innovation par le Ministère de l’Économie Numérique des Télécommunications et l’Innovation (MENUTI).
En 2025, la fondatrice d'AYANA figure parmi les leaders du classement Forbes Africa 30 Under 50 . Elle est d'ailleurs la seule Ivoirienne à intégrer ce palmarès.